# (15836) 1995 DA2
(15836) 1995 DA2, também escrito como (15836) 1995 DA2, é um objeto transnetuniano. Ele foi descoberto no dia 24 de fevereiro de 1995 por David C. Jewitt e Jane X. Luu no Observatório de Mauna Kea, Havaí.

## Ressonância
Ele está em uma ressonância orbital 3:04 com o planeta Netuno. A ressonância 03:04 com Netune significa que o mesmo mantém o objeto a mais de 8 UA de Netuno durante um período de 14 mil anos.

A ressonância 3:04 libração de. Netuno é o ponto branco (estacionário) às 5 horas. Urano é o azul, Saturno é o amarelo, Júpiter é o vermelho.